# Adelaide Anne Procter
Adelaide Anne Procter (Londres, 30 de octubre de 1825 – íd., 2 de febrero de 1864) fue una poetisa y filántropa británica. Trabajó en beneficio de un gran número de causas, principalmente para las mujeres sin empleo y para las personas sin hogar, fue activista a favor del feminismo y se desempeñó como periodista en varios periódicos. Procter jamás contrajo matrimonio, y algunas de sus poesías han llevado a pensar que pudo haber sido lesbiana. Tuvo una pésima salud, posiblemente debido al trabajo caritativo, falleciendo de tuberculosis a los 38 años de edad.
La carrera literaria de Procter comenzó cuando era adolescente; sus poemas se publicaban principalmente en los periódicos de Charles Dickens, Household Words y All the Year Round, y más tarde en formato de libro. Sus obras de caridad y su conversión al catolicismo parecen haber influenciado fuertemente su poesía, cuyas temáticas solían relacionarse con la condición de vivir en la calle, con la pobreza y con las mujeres perdidas. 
Procter era la poetisa favorita de la Reina Victoria. Sus poesías fueron editadas varias veces durante el siglo XIX; Coventry Patmore la describió como la poetisa más popular de la época después de Lord Tennyson. A sus poemas se les añadió música y se los convirtió en himnos, y fueron publicados en los Estados Unidos y en Alemania además de Inglaterra. De cualquier manera, a principios del siglo XX su reputación disminuyó considerablemente y pocos críticos modernos han puesto atención a sus obras. Los que lo han hecho, sin embargo, aseguran que son significativas, en parte porque revela la forma en que las mujeres victorianas expresaban sus sentimientos, de otra forma reprimidos.

## Biografía

### Primeros años
Adelaide Anne Procter nació en el 25 de Bedford Square en el distrito londinense de Bloomsbury el 30 de octubre de 1825, hija del poeta y dramaturgo Bryan Waller Procter (más conocido por su seudónimo Barry Cornwall) y de su esposa Anne Skepper. La familia tenía mucha relación con la literatura: la novelista Elizabeth Gaskell solía visitar frecuentemente la casa de los Procter, el padre de Adelaide era amigo del poeta Leigh Hunt, del ensayista Charles Lamb y del famoso novelista Charles Dickens, y conocían al poeta William Wordsworth y al crítico William Hazlitt. Bessie Raynor Belloc, un amigo de la familia, escribió en 1895 que «todas las personas que tenían alguna pretensión literaria parecían vivir entrando y saliendo de la casa. Los Kemble, los Macready, los Rossetti, los Dickens, los Thackeray, nunca parecían ser exactamente visitantes, sino que pertenecían a la casa». La escritora y actriz Fanny Kemble escribió que la joven Procter «parecía una niña poetisa, y una poeta... [con] una expresión demasiado pensativa y triste para una niña tan pequeña».
Dickens comentó la inteligencia temprana de Procter. Para él, la joven Adelaide comprendía sin dificultad los asuntos a los que dedicaba su atención:

Cuando era una niña muy chica, aprendió con facilidad varios de los problemas de Euclides. A medida que fue creciendo, aprendió los idiomas francés, italiano y alemán... aprendió a tocar el piano... y a dibujar. Pero, a medida que superaba las dificultades de cualquier objeto de estudio, perdía interés por lo aprendido y pasaba a otra cosa.

Como lectora ávida, Procter fue en gran medida autodidacta; sin embargo, cursó estudios superiores en el Queen’s College de Londres en Harley Street en el año 1850. La universidad había sido fundada dos años antes, en 1848, por Frederick Maurice, un socialista cristiano; a la facultad también asistían el novelista Charles Kingsley, el compositor John Hullah y el escritor Henry Morley.

### Comienzos en la poesía y el activismo
Procter demostró un amor por la poesía desde muy pequeña. Tenía, de niña, «un pequeño álbum en donde su madre le copiaba a mano sus pasajes favoritos, ya que la pequeña no sabía escribir... en lugar de una muñeca, como tendría cualquier otra niña pequeña en su lugar». Procter publicó su primer poema cuando aún era una adolescente; el poema, «Ministering Angels», apareció en Heath's Book of Beauty en 1843. En 1853 envió su obra al periódico de Dickens Household Words bajo el seudónimo «Mary Berwick», con la esperanza de que su obra fuese juzgada por su propio mérito en vez de por la amistad de Dickens con su padre; Dickens no descubrió la identidad de «Berwick» hasta el año siguiente. La publicación del poema dio comienzo a la larga asociación de Procter con los periódicos de Dickens; en total, la autora publicó setenta y tres poemas en Household Words y siete poemas en All the Year Round, la mayor parte de los cuales se incluyó en sus primeros dos volúmenes de poesía, titulados Legends and Lyrics. También publicó algunas de sus obras en Good Words y en Cornhill. Además de dedicarse a la poesía, Procter fue la editora del periódico Victoria Regia, el cual se convirtió en la joya de la Victoria Press, «una empresa dedicada especialmente a las publicaciones feministas».
En 1851, Procter se convirtió al catolicismo. Luego de haber tomado esta decisión, se volvió extremadamente activa en varias causas solidarias y feministas. Pasó a ser miembro del Grupo de Langham Place, el cual tenía como objetivo mejorar las condiciones para las mujeres, y trabó amistad con las feministas Bessie Raynor Parkes (más tarde Bessie Raynor Belloc) y Barbara Leigh Smith, posteriormente Barbara Bodichon. Procter ayudó a fundar el English Women's Journal en 1858 y, en 1859, la Sociedad para la Promoción del Empleo de la Mujer, ambos focalizados en la expansión de la economía femenina y de sus oportunidades de empleo. Aunque sobre el papel era meramente una integrante del montón, su compañera activista Jessie Boucherett consideró a Adelaide como el «espíritu alegre» de la Sociedad. Su tercer volumen de poesía, A Chaplet of Verses (1861), se publicó para el beneficio de un refugio nocturno católico para mujeres y niños que había sido fundado en 1860 en Providence Row, en el East End londinense.

### Vida personal y últimos años
Procter se comprometió para casarse en 1858, según una carta que su amigo William Makepeace Thackeray le escribió a sus hijas ese año. Sin embargo, aún no se conoce la identidad del prometido de Procter, y el matrimonio jamás se concretó. Según su biógrafo alemán Ferdinand Janku, el compromiso parece haber durado varios años antes de que el prometido de Procter lo rompiera. El crítico Gill Gregory sugiere que Procter puede haber sido lesbiana y haber estado enamorada de Matilda Hays, una compañera activista de la Sociedad para la Promoción del Empleo de la Mujer; otros críticos han catalogado a la relación de Procter con Hays como «emocionalmente intensa». El primer volumen de poesía de Procter, Legends and Lyrics (1858) le fue dedicado a Hays y ese mismo año Adelaide escribió un poema titulado «To M.M.H.» («Para M.M.H.») en el cual Procter «expresa amor por Hays... [Hays era] novelista y traductora de las obras de George Sand, y una figura controvertida… [quien] se vestía con ropa de hombre y había vivido con la escultora Harriet Hosmer en Roma antes en la década de 1850». Aunque muchos hombres demostraron interés en ella, Procter jamás contrajo matrimonio.
Procter cayó enferma en 1862; Dickens y otros han sugerido que su enfermedad se debió a su intenso trabajo de caridad, el cual «parece haberle pasado factura a su fortaleza». Intentó mejorar su salud con una cura terapéutica alternativa en Malvern, Worcestershire, pero el intento no dio resultado. El 3 de febrero de 1864, Procter falleció de tuberculosis, luego de haber estado postrada en cama durante casi un año. La prensa describió su muerte como una “calamidad nacional”. Procter fue enterrada en el Cementerio Kensal Green.

## Carrera literaria
La poesía de Procter se vio fuertemente influenciada por sus creencias religiosas y por sus obras de caridad; la vida de las personas sin hogar, la pobreza y las mujeres perdidas fueron sus temáticas más frecuentes. Los prefacios de Procter a sus volúmenes de poesía acentúan la miseria de las condiciones en que vivían los más humildes. Un ejemplo es su poema The Homeless Poor (El pobre sin hogar); a continuación se incluye la versión original y su traducción literal al español:
| In that very street, at that same hour, In the bitter air and drifting sleet, Crouching in a doorway was a mother, With her children shuddering at her feet. She was silent – who would hear her pleading? Men and beasts were housed – but she must stay Houseless in the great and pitiless city, Till the dawning of the winter day. (51–58) | En esta misma calle, a esta misma hora, en el aire amargo y en el ventisquero de aguanieve, agazapada en un umbral había una madre, con sus hijos estremecidos a sus pies. Estaba en silencio – ¿quién podría oír su súplica? Los hombres y las bestias estaban en sus casas – pero ella debe permanecer sin hogar en la gran y despiadada ciudad, hasta la aurora del día de invierno. |

La religión de Procter también influenció sus elecciones de imágenes y símbolos; varias veces utilizó referencias a la Virgen María, por ejemplo, para «presentarles a los lectores seglares y protestantes la posibilidad de que una organización celestial critique la estructura del poder de la ideología de género victoriano».
Procter escribió un número considerable de poemas sobre la guerra (la mayoría de los poemas publicados sobre este asunto en el periódico Household Words fueron escritos por Procter), aunque raramente trataba directamente el tema, ya que prefería dejar a la guerra «como fondo, era algo que debía ser inferido y no señalado directamente». Generalmente, estos poemas retrataban a los conflictos como algo «que podría unir a una nación que había sido dividida por las diferencias de clases».
Según el crítico Gill Gregory, Procter «no consideraba abiertamente el tema conflictivo del poeta, en particular el de las poetisas y de su accesso a la fama», a diferencia de muchas otras autoras de su época, tales como Felicia Hemans y Letitia Elizabeth Landon. Procter, contrariamente a la mayoría, escribía principalmente sobre la clase obrera, en particular de las mujeres de la clase trabajadora, y con «las emociones de las mujeres antagonistas que no habían encontrado del todo la expresión». Las obras de Procter a menudo presentaban un sentimentalismo estético propio de la era Victoriana, pero, según Francis O'Gorman, lo mostraban con una «fortaleza peculiar»; Procter emplea el afecto emotivo sin simplificarlo, para mantener «la energía emocional [en tensión]... en contraposición con las complicaciones y matices». El lenguaje de Adelaide, sin embargo, era simple; le expresó a una amiga su «terror mórbido de que me malinterpreten o que no me entiendan», y su poesía, por lo tanto, fue descrita como «simple, directa y con expresión clara».

## Reputación
Procter fue «fabulosamente popular» a mediados del siglo XIX; era la poetisa favorita de la Reina Victoria y Coventry Patmore declaró que la demanda por sus obras era mayor que por las de cualquier otro poeta, exceptuando a Lord Tennyson. Los lectores valoraban los poemas de Procter por su sencillez en la expresión, aunque fueron considerados «no demasiado originales en lo que respecta al pensamiento, [su mérito radica en que] son efectivamente las declaraciones de ‘un corazón creyente’, resaltando su plenitud». Procter misma tenía una opinión poco positiva sobre sus obras; su amiga Bessie Raynor Belloc pensaba que a Adelaide le apenaba que su reputación de poetisa hubiera eclipsado la de su padre, y la citó cuando dijo «Papá es un poeta. Yo sólo escribo versos».
La popularidad de Procter continuó después de su muerte; el primer volumen de Legends and Lyrics ya había pasado por diecinueve ediciones hacia 1881, y el segundo por catorce ediciones para el mismo año. Muchos de sus poemas fueron convertidos en himnos o simplemente se les añadió música. Entre ellos estaban The Lost Chord, al cual Arthur Sullivan le añadió música en 1877; la canción fue la que tuvo mayor éxito comercial en las décadas de 1870 y 1880 tanto en Gran Bretaña como en Estados Unidos. Sus obras también se publicaron en los Estados Unidos y se tradujeron al alemán. Hacia principios del siglo XX, sin embargo, la reputación de Procter había decaído tanto que, si se la mencionaba en un libro de texto, era para catalogar a sus poemas de «estúpidos, triviales e incapaces de tratar sobre su tema». Los críticos tales como Cheri Larsen Hoeckley, Kathleen Hickok y Natalie Joy Woodall han dicho que la desaparición de la reputación de Procter se debe, en parte, a la caracterización que hizo de ella Charles Dickens, cuando la describió como «un ángel doméstico de clase media modelo» y una «santa frágil y modesta» en lugar de una «feminista activa y poetisa fuerte». Emma Mason, sin embargo, ha dicho que aunque la descripción de Dickens «extinguió el interés moderno» en Procter, «ha ayudado a rescatarla de la conjetura que parece no tener fin sobre su vida privada que ha confundido los estudios de mujeres tales como Letitia Landon».
Los críticos modernos han prestado poca atención a las obras de Procter. Los pocos críticos que han examinado sus poesías generalmente las catalogan como importantes por la forma en que Procter expresa abiertamente los sentimientos tradicionales mientras que, disimuladamente, los socava. Según Isobel Armstrong, la poesía de Procter, como las de muchas otras poetisas del siglo XIX, emplea ideas y modos de expresión tradicionales sin exponerlos necesariamente de forma completa. Francis O'Gorman citó A Legend of Provence como un ejemplo de un poema con este tipo de «relación doble con las estructuras de las políticas del género que parece afirmar». Otros críticos, tomando como base la opinión de Armstrong, se han mostrado de acuerdo con que la poesía de Procter, mientras que parece ser delicada superficialmente, muestra signos de emociones y deseos reprimidos. Kirstie Blair declaró que la supresión de las emociones en las obras de Procter transformaron a los poemas narrativos en los más poderosos, y Gill Gregory señaló que la poesía de la autora solía explorar la sexualidad femenina en una forma no convencional, expresando la ansiedad por el deseo sexual. Sin embargo, Elizabeth Gray criticó el hecho de que pocos análisis de los poemas de Procter que se han realizado se focalizan principalmente en el género, con la explicación de que «la variedad y la inventiva formal de esta reveladora poetisa representativa de los victorianos han permanecido ampliamente ignoradas».

## Lista de obras
- Legends and Lyrics, primer volumen, 1858
- Legends and Lyrics, segundo volumen, 1861
- A Chaplet of Verses, 1862
- The Haunted House, una historia corta coescrita con Charles Dickens, Elizabeth Gaskell, Wilkie Collins, George Sala y Hesba Stretton